# 이영주 (조선귀족)
이영주(李永柱, 1918년 2월 6일 ~ 1955년 4월 19일)는 일제강점기의 조선귀족으로, 본관은 전주, 본명은 이규형(李揆衡)이며 본적은 서울특별시 종로구 원서동이다.

## 생애
1924년 2월 7일 백작 이지용의 장남인 이해충(李海忠)의 양자로 입적되었으며 이와 동시에 가계 상속인이 되었다. 1924년 9월 16일 개명하였고 1928년 12월 28일 양조부의 백작위를 습작하였다.
1940년 11월 일본 기원 2600년 축전에 초대받은 것을 계기로 일본 정부로부터 기원 2600년 축전 기념장을 받았으며 1942년 8월 1일 일본 정부로부터 정5위에 서위되었다. 1943년 12월 7일 조선귀족회 주최로 열린 조선귀족 및 자녀들의 학도병 지원 격려 장행회에 참석했으며 광복 이후인 1949년 반민족행위특별조사위원회로부터 호출장을 발부받았다.
친일파 708인 명단의 조선귀족 부문과 민족문제연구소의 친일인명사전 수록자 명단의 수작/습작 부문, 친일반민족행위진상규명위원회가 발표한 친일반민족행위 705인 명단에 포함되었다.

## 참고 문헌
- 친일반민족행위진상규명위원회 (2009). 〈이영주〉. 《친일반민족행위진상규명 보고서 Ⅳ-13》. 서울. 502~505쪽.